# تاونسفيل

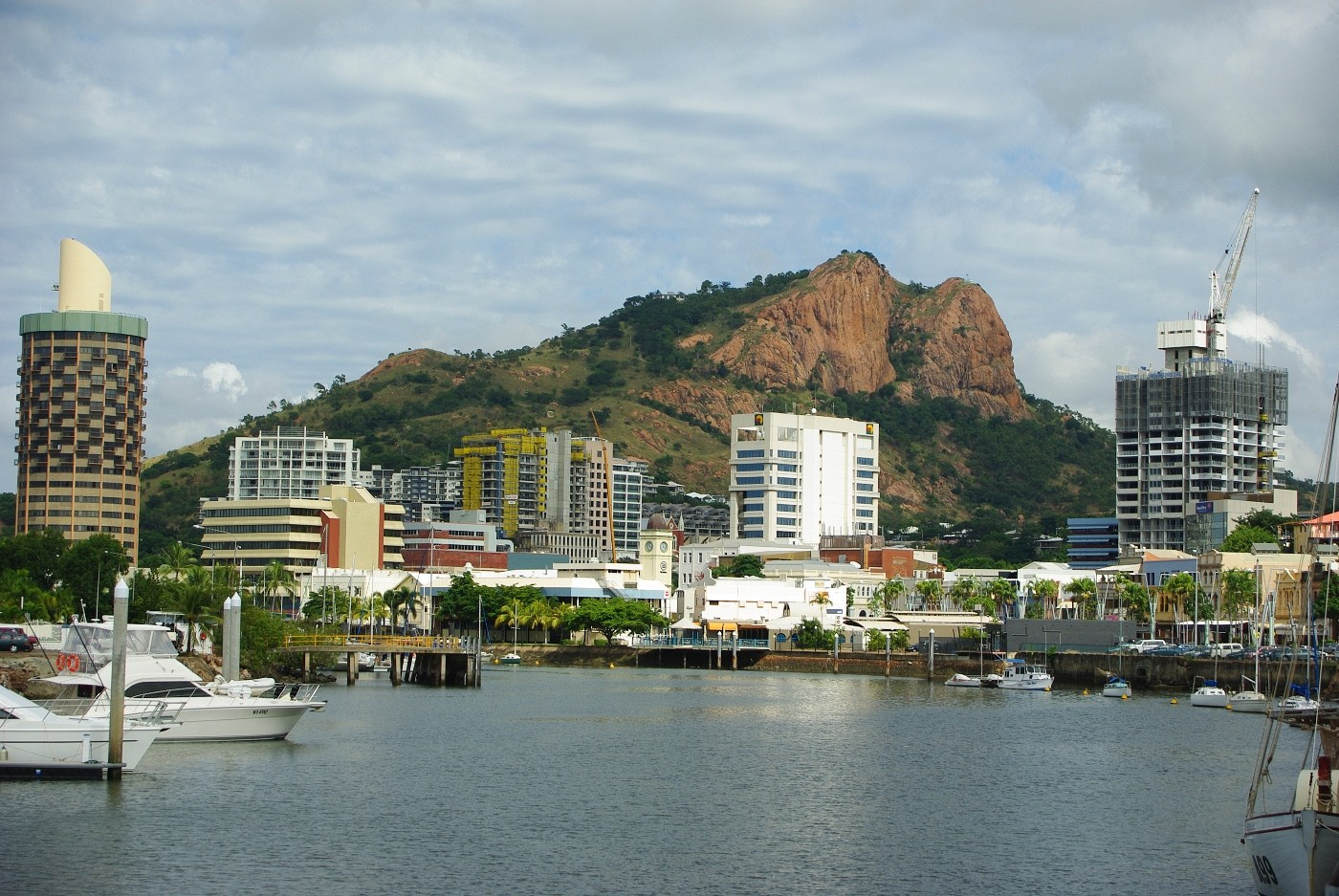

 تاونز فيل (بالإنجليزية:  Townsville)‏ هي مدينة تقع في الساحل الشمالي الشرقي لأستراليا، في ولاية كوينزلاند، المتاخمة للقسم المركزي للحاجز المرجاني العظيم، في المنطقة المدارية الجافة من ولاية كوينزلاند. تعد تاونسفيل كأكبر مركز حضري في أستراليا في الساحل الشمالي.

## عدد السكان
بلغ عدد سكانها في تعداد عام 2006 حوالي 143,328، وفي السنوات 2009-2010 يقدر سكانها بحوالي 185,768. وتعتبر عاصمة ولاية كوينزلاند الشمالية غير الرسمية، يوجد في تاونزفيل عددا كبيرا من الدوائر الحكومية والمجتمع والمكاتب الإدارية التجارية الرئيسية في النصف الشمالي من الدولة.

## الجذب السياحي
أمكنة الجذب السياحي تشمل ما يلي:
- «ستراند» وهو شاطئ طويل الاستوائية وحديقة
- «ريفرواي» حدائق اتقع على ضفاف نهر روس
- شراع HQ، وهو حوض أسماك استوائية كبير يضم العديد من النباتات والحاجز المرجاني العظيم الأم والحيوانات البرية
- متحف ولاية كوينزلاند الاستوائية، التي تتمحور حول عرض الآثار من السفينة الحربية البريطانية الغارقة اتش ام اس باندورا
- الجزيرة المغناطيسية، وهي جزيرة كبيرة مجاورة الغالبية العظمى منها هي حديقة وطنية.

## توأمة
لتاونسفيل اتفاقيات توأمة مع كل من:
- بورت مورسبي [7]
- شونان
- لواكي
- تشانغشو
- سوون

## أعلام
- ميتشيل جونسون
- سام فاوست
- توماس فولي
- جاك ميلر
- ليبي تريكت
- تيد هاردينغ
- وليام هان
- ناتالي كوك
- جوليان أسانج